# يعلوقيات لاخطمية
اليعلوقيات اللاخطمية (الاسم العلمي: Arhynchobdellida) هي رتبة من الحيوانات تتبع طائفة العلقيات من شعبة الديدان المقسمة.

## فصائل
- العلقية